# Колопанци
Колопанци (на гръцки: Κουλουπάντσα, Кулупанца) е бивше село в Егейска Македония, Гърция, на територията на дем Делта в административна област Централна Македония.

## География
Колопанци е било разположено в Солунското поле, в областта Вардария североизточно от Кулакия (Халастра), югозападно от Текелиево (Синдос) и на километър югоизточно от Коняри (Анатолико), между двата стари ръкава на Вардар Малък и Голям Вардар.

## История

### В Османската империя
В края на XIX век Колопанци е чифлик с българско население в Солунска каза на Османската империя. Александър Синве („Les Grecs de l’Empire Ottoman. Etude Statistique et Ethnographique“) в 1878 година пише, че в Котопеца (Kotopetza), Камбанийска епархия, живеят 222 гърци.
В „Етнография на вилаетите Адрианопол, Монастир и Салоника“, издадена в Константинопол в 1878 година и отразяваща статистиката на населението от 1873 година Колонпенци (Colonpentzi) е показано като село с 40 домакинства и 193 жители българи.
Според статистиката на Васил Кънчов („Македония. Етнография и статистика“) в 1900 година Колопанци има 175 жители българи.
Цялото християнско население на селото е гъркоманско под върховенството на Цариградската патриаршия - по данни на секретаря на Българската екзархия Димитър Мишев („La Macédoine et sa Population Chrétienne“) в 1905 година в Колопанци (Kolopantzi) има 160 българи патриаршисти гъркомани.
В 1905 година според гръцки данни в селото има 138 жители, предимно гърци православни. Жителите са тясно свързани със селата Кулакия, Теклиево, Лапра, Махмудово и Долно Каваклиево.
Според доклад на Димитриос Сарос от 1906 година Колопандзи (Κωλοπάντζι) е славяногласно село в Кулакийската епископия с 40 жители с гръцко национално съзнание.

### В Гърция
В 1913 година след Междусъюзническата война Колопанци остава в Гърция. В 1920 година Колопанци има 26 жители.